# Domaininhaber
Der Domaininhaber (engl. Holder) ist der Vertragspartner der Registrierungsstelle und damit der an der Domain materiell Berechtigte, der auch die weiteren Ansprechpartner, also administrativen Ansprechpartner („Admin-C“), Technischen Kontakt („Tech-C“) und Betreuer des Name-Servers („Zone-C“), benennen darf. Daneben ist er jedoch auch eine der unter Umständen z. B. als Störer haftbaren Personen und hat daher nach deutscher Rechtsprechung auch eine Prüfungspflicht, um im Falle einer Rechtsverletzung auch als der willentlich und adäquat kausal Verantwortliche als Störer haftbar gemacht werden zu können.
Sofern es sich bei dem Domaininhaber oder einem Mitinhaber nicht um eine natürliche Person handelt, ist die entsprechende Firmierung mit Rechtsformzusatz mitzuteilen.

## Verwendung im Whois
In der Whois-Datenbank der DENIC wurden bis zum Jahr 2018 die Kontaktdaten des Domaininhabers neben dem Admin-C (administrativer Ansprechpartner), Tech-C (technischer Ansprechpartner) und Zone-C (Zonenverwalter) geführt. Im Jargon von Internetdiensteanbietern wurde der Domaininhaber vereinzelt auch als „Owner-C“ bezeichnet.